# Джордж Такер
Джордж Е́ндрю Та́кер (англ. George Andrew Tucker; 10 грудня 1927, Палатка, Флорида — 10 жовтня 1965, Нью-Йорк) — американський джазовий контрабасист.

## Біографія
Народився 10 грудня 1927 року в Палатка, штат Флорида. Під час служби в армії почав цікавитися музикою завдяки записам Еллінгтона з Оскаром Петтіфордом. У 1948 році переїхав до Нью-Йорка.
Навчався у Нью-Йоркській консерваторії сучасної музики і пізніше у 1957—58 роках у Джульярдській школі у Фреда Ціммермана. Перший музичний досвід здобув з Ерлом Бостичем, Сонні Стіттом, Джоном Колтрейном. Став штатним басистом в клубі Continental Lounge в Брукліні. У 1958—59 роках працював штатним басистом в клубі Minton's Playhouse, де працював як соліст і сайдмен з Джеромом Річардсоном, і на початку 1960-х з Горасом Парланом і Букером Ервіном.
У 1961 році записувався з Говардом Макгі. Грав з Джуніором Менсом. Гастролював з вокальним гуртом «Lambert, Hendricks & Ross» у 1962—63; також виступав з Джекі Баєрдом, Ерлом Гайнсом і Кенні Берреллом.
Помер 15 грудня 1981 року в Нью-Йорку від геморагічного інсульту.